# Echte Schlauchpilze
Die Echten Schlauchpilze oder Pezizomycotina sind die artenreichste der drei Gruppen der Schlauchpilze (Ascomycota) und stehen im Rang einer Unterabteilung. Zu ihnen zählen viele Schimmelpilze sowie die Fruchtkörper bildenden Schlauchpilze.

## Merkmale
Die Pezizomycotina bilden ein Myzel. Die Hyphen sind fadenförmig und septiert. Die Septen besitzen einfache Poren und Woronin-Körper.
Der Lebenszyklus ist haploid mit einem Zweikern-Stadium unmittelbar vor der sexuellen Reproduktion. Zwischen der Verschmelzung der beiden Geschlechtszellen und der Verschmelzung der beiden Zellkerne liegen einige wenige bis viele Zellteilungen. Diese zweikernigen Hyphen sind räumlich und ernährungsphysiologisch mit dem haploiden Myzel verbunden. Das Askokarp ist ein Apothecium (schüsselförmig offen) oder ein Kleistothecium (kugelig geschlossen), selten fehlt es.
Die Kernpaarung (Karyogamie) erfolgt nach einer je nach Gruppe unterschiedlichen Befruchtung: Gametangiogamie, Gameto-Gametangiogamie, Somatogamie, Parthenogamie, Autogamie oder Apomixis.
Die Paarkernhyphen besitzen vielfach an den Querwänden Haken. Diese entstehen bei der Zellteilung: Die beiden Kerne einer Zelle teilen sich gleichzeitig. Ein Tochterkern wandert in den zuvor gebildeten Haken. Dann werden die beiden oberen Kerne durch eine Querwand abgesondert. Der Haken mit einem Tochterkern verschmilzt nun mit der unteren Zelle, sodass auch hier wieder zwei Kerne enthalten sind. Die Spitzenzelle einer solchen Hyphe wird dann zum Ascus. In ihm findet die Karyogamie, Meiose und meist eine weitere Mitose statt. Es entstehen also acht Ascosporen. Die Asci sind operculat oder pseudoprototunicat. Die Form der Asci ist vielgestaltig. Häufig besitzen sie einen Ausbreitungsmechanismus. Die Ascosporen sind von einem einhüllenden Membran-System umgeben.
Ungeschlechtliche Vermehrung kommt vor, wenn auch nicht bei allen Arten. Die asexuellen Konidiosporen sind in Gestalt und Farbe sehr vielgestaltig.

## Systematik
Die Pezizomycotina sind eine natürliche Verwandtschaftsgruppe (monophyletisch). Ein Kladogramm sieht folgendermaßen aus:
|  | \| \| Pezizomycotina \| \| \| \| \| \| Saccharomycotina \| \| \| \| |
|  |                                                                     |
|  | Taphrinomycotina                                                    |
|  |                                                                     |
|  | Pezizomycotina                                                      |
|  |                                                                     |
|  | Saccharomycotina                                                    |
|  |                                                                     |

|  | Pezizomycotina   |
|  |                  |
|  | Saccharomycotina |
|  |                  |

Zu den Pezizomycotina werden folgende Klassen gezählt:
- Klasse Arthoniomycetes
- Klasse Candelariomycetes
- Klasse Coniocybomycetes
- Klasse Dothideomycetes
- Klasse Eurotiomycetes
- Klasse Geoglossomycetes[4]
- Klasse Laboulbeniomycetes
- Klasse Lecanoromycetes
- Klasse Leotiomycetes
- Klasse Lichinomycetes
- Klasse Orbiliomycetes
- Klasse Pezizomycetes
- Klasse Sordariomycetes
- Klasse Xylonomycetes
- Klasse Xylobotryomycetes

Für eine Übersicht der Systematik bis zur Ordnung, vgl. Systematik der Pilze.